# Nậm Ca
Nậm Ca là một suối phụ lưu của Nậm Công trong lưu vực sông Mã, chảy ở huyện Sốp Cộp, tỉnh Sơn La, Việt Nam .

## Dòng chảy
Nậm Ca khởi nguồn từ lưới suối ở dãy núi cao trên 1300 m dọc biên giới Việt - Lào thuộc xã Mường Và huyện Sốp Cộp, tỉnh Sơn La, chảy về hướng bắc chếch đông . 20°46′47″B 103°30′15″Đ / 20,77972°B 103,50417°Đ
Tại thung lũng trung tâm xã Mường Và có ba dòng chính hợp lại là Huổi Ca, Nậm Niếng và Nậm Sủ 20°53′49″B 103°36′36″Đ / 20,89694°B 103,61°Đ
Từ đó nó có tên Nậm Ca, chảy theo hướng bắc chếch tây, đến thị trấn Sốp Cộp thì hợp lưu với các dòng Nậm Công chảy từ tây bắc qua xã Púng Bánh và Dồm Cang đến, và dòng Nậm Lạnh chảy từ tây nam qua xã Nậm Lạnh đến.
Từ thị trấn Sốp Cộp dòng chung là Nậm Công chảy hướng đông bắc, đến xã Huổi Một thì đổ vào sông Mã.

## Di tích lịch sử
Tháp Mường Và là một tháp cổ được xây dựng vào thế kỷ 17, tại bản Mường Và, xã Mường Và, huyện Sốp Cộp, tỉnh Sơn La . Tháp được công nhận di tích theo quyết định số 95-1998 QĐ/BVHTT ngày ngày 24/01/1998 .

## Chỉ dẫn
1. ↑  Trong tiếng Thái, Lào, Tày "Nam" (Nậm) có nghĩa là nước, sông, suối.